# Asenapin
Asenapin (Safris, Sikrest) je atipični antipsihotik koji je razvijen za tretman šizofrenije i akutne manije vezane za bipolar poremećaj. Lek je ušao u fazu III kliničkih ispitivanja do je Organon još bio deo Akzo Nobela. Preliminarni podaci indiciraju da asenapin proizvodi minimalne antiholinergičke i kardiovaskularne nuspojave, kao i minimalno uvećanje telesne težine. Preko 3000 pacijenata je učestvovalo u kliničkim ispitivanjima, i FDA je odobrila lek 2009.

## Sinteza
Jedan od mogućih sintetičkih puteva je
U reducionom koraku se koristi natrijum u tečnom amonijaku.